# Marina Rupp
Marina Rupp (* 1958) ist eine deutsche Soziologin und Autorin.

## Leben
Marina Rupp studierte Soziologie an der Universität Bamberg. Seit 2000 war sie am Staatsinstitut für Familienforschung (ifb) in Bamberg tätig, dessen stellvertretende Leiterin sie von 2003 bis 2018 war. Zu ihren Arbeitsschwerpunkten gehören Themen der Familienforschung darunter Familienbildung, Familienentwicklung, Geburtenentwicklung, Gewalt in der Familie, Adoption, gleichgeschlechtliche Elternschaft, sowie Familienrecht und Kinderrecht. Darüber hinaus ist Marina Rupp Projektleiterin der EU-Plattform für Familienforschung und Familienpolitik.
2005 wurde ihre im Auftrag der Bundesregierung durchgeführte Evaluierung des Gewaltschutzgesetzes veröffentlicht. 2009 brachte Rupp im Auftrag des Bundesjustizministeriums eine viel beachtete Studie zu „Regenbogenfamilien“ heraus. 2010 wurde ihr Leitfaden für Mitarbeiter der öffentlichen Kinder- und Jugendhilfe Handbuch zur Familienbildung im Rahmen der Kinder- und Jugendhilfe in Bayern im Auftrag des Bayerischen Staatsministerium für Arbeit und Sozialordnung herausgegeben.

## Schriften (Auswahl)
- Partnerschaft und Elternschaft bei gleichgeschlechtlichen Paaren – Verbreitung, Institutionalisierung und Alltagsgestaltung, Verlag Barbara Budrich, Sonderheft 7 der Zeitschrift für Familienforschung, Leverkusen 2010.
- Family Diversity. Collection of the 3rd European Congress of Family Science, Herausgeberin, zusammen mit Olaf Kapella, Christiane Rille-Pfeiffer und Norbert F. Schneider; Verlag Barbara Budrich, Opladen 2010.
- Handbuch zur Familienbildung im Rahmen der Kinder- und Jugendhilfe in Bayern, zusammen mit Melanie Mengel; Adelheid Smolka, ifb-Materialien 7-2010, Bayerisches Staatsministerium für Arbeit und Sozialordnung, Familie und Frauen und Frauen und Staatsinstitut für Familienforschung, Bamberg 2010.
- Die Vielfalt der Familie. Tagungsband zum 3. Europäischen Fachkongress Familienforschung, Herausgeberin, zusammen mit Olaf Kapella, Christiane Rille-Pfeiffer und Norbert F. Schneider;  Verlag Barbara Budrich, Opladen 2009.
- Die Lebenssituation von Kindern in gleichgeschlechtlichen Lebenspartnerschaften, Bundesanzeiger Verlag, Köln 2009.
- Eltern beurteilen das bayerische Landeserziehungsgeld, ifb, Bamberg 2009.
- „Anonyme Geburt“ – das „Moses-Projekt“ in Bayern, Bayerisches Staatsministerium für Arbeit und Sozialordnung, Familie und Frauen, München 2007.
- Kontinuität trotz Wandel. Die Bedeutung traditioneller Familienleitbilder für die Berufsverläufe von Müttern und Vätern, zusammen mit Tanja Mühling; Harald Rost; Florian Schulz, Weinheim, Juventa Verlag, München 2006.
- Kinderreiche Familien, zusammen mit Bernd Eggen, Vs Verlag, Wiesbaden 2006.
- Rechtstatsächliche Untersuchung zum Gewaltschutzgesetz, Bundesanzeiger, Köln 2005.
- Niederschwellige Familienbildung, ifB, Bamberg 2003.
- Expertise Familien heute, ifb, Bamberg 2002.
- Die nichteheliche Lebensgemeinschaft als Bindungsphase. Paarkonstellationen und Bindungsprozesse, Hamburg 1999.